# لگد ۲
لگد ۲ (به انگلیسی: Kick 2) فیلمی هندی محصول سال ۲۰۱۵ و به کارگردانی سورندر ردی است. در این فیلم بازیگرانی راوی تجا، راکول پریت سینگ، راوی کیشان، اشیش ویدیارتی، راجپال یاداو، شمس‌الدین ابراهیم و نورا فتحی ایفای نقش کرده‌اند.این فیلم دنباله فیلم لگد است.